# فائق المير
فائق مير «أبو علي» أسعد معارض سياسي يساري بارز، ومن أبرز المعارضين المؤيدين للتحول الديمقراطي.

## حياته ونشأته
ولد في محافظة طرطوس في قرية قدموس سنة 1954, حائز على شهادة معهد متوسط كهرباء من جامعة حلب.

## حياته السياسية
هو عضو أمانة عامة في حزب الشعب الديمقراطي السوري، سُجن سياسياً بسبب آرائه المعارضة لنظام حافظ الأسد لمدة أثني عشر سنة (1986 حتي 1998) ثم سجن لمدة عامين (2005 حتي 2007) في عهد بشار الأسد، كان ملاحقا أمنيا عند قيام الحرب الأهلية السورية في 2011.

## إعتقاله
اعتقل فائق أكثر من مرة؛
- الأولي حدثت في نيسان سنة 1979، علي يد المخابرات العسكرية السورية شهراً بسبب توزيعه منشورات مناهدة للنظام.
- طُرد في آذار سنة 1983 من عمله في سد الطبقة بطلب من فرع الأمن السياسي، بسبب نشاطه.
- انذار سنة 1987 بسبب اشتراكه في حزب سياسي محظور، وقد أجبره الإنذار على العمل متخفيا بينما كانت ابنته «فرح» في شهرها الثاني من العمر، مما ادي إلي إعتقاله سنة 1989 وحُكم عليه عشر سنوات سجناً فقط بتهمة مناضل شيوعي ديمقراطي، ولم يتمكن من رؤية ابنته الصغيرة حتى رأته سنة 1992 في سجن صيدنايا.
- اعتقل مجددا بتاريخ 7 أكتوبر 2013 ولم يعرف شيء عن مصيره، حتي اللحظة.[7][8]